# Rodolfo Blanco
Rodolfo Blanco est un boxeur colombien né le 14 juin 1966 à San Onofre.

## Carrière
Passé professionnel en 1982 à seulement 16 ans, il devient dix ans plus tard champion du monde des poids mouches IBF le 11 juin 1992 après sa victoire aux points contre Dave McAuley lors de leur second combat. Blanco s'incline dès la première défense de son titre le 29 novembre 1992 face à Pichit Sitbangprachan. Battu également par Johnny Tapia le 13 février 1998 dans un combat pour le titre mondial IBF & WBO des poids super-mouches, il met un terme à sa carrière de boxeur en 2002 sur un bilan de 30 victoires, 22 défaites et 1 match nul.

## Référence
1. ↑  (en) Dave McAuley vs. Rodolfo Blanco II (boxrec.com)